# Kinshasa
Kinshasa (voorheen Leopoldstad; Frans: Léopoldville) is de hoofdstad en grootste stad van de Democratische Republiek Congo. Met een geschatte bevolking van 16,3 miljoen (2025) is Kinshasa de derde meest bevolkte metropool in Afrika na Caïro en Lagos. Het is een stad van scherpe contrasten, met chique woonwijken, commerciële gebieden, twee universiteiten en zich uitbreidende sloppenwijken naast elkaar.
Kinshasa is gelegen aan de zuidoever van de Kongo. Aan de overzijde van de rivier ligt Brazzaville, de hoofdstad van de Republiek Congo.

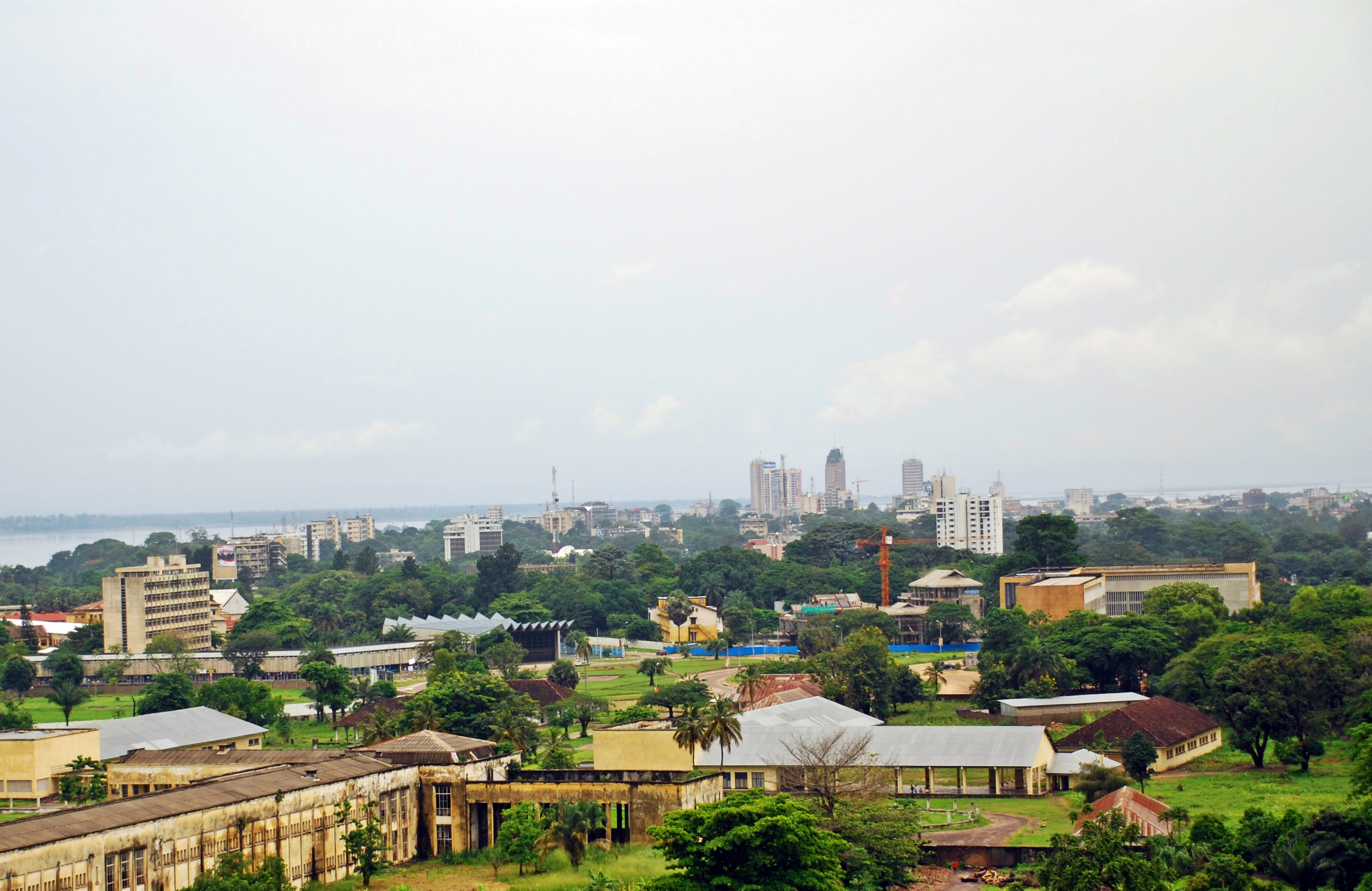
Kinshasa met op de achtergrond de Kongo

## Geschiedenis
De stad werd in 1881 door Henry Morton Stanley als handelspost gesticht en werd door hem Léopoldville (Leopoldstad) genoemd als eerbetoon aan koning Leopold II van België, die het enorme gebied bestuurde wat nu de Democratische Republiek Congo is. De post floreerde als laatste bevaarbare haven aan de Kongo vóór de Livingstonewatervallen. Aanvankelijk moesten alle goederen die Leopoldstad bereikten van daar door dragers naar de haven van Matadi aan de Atlantische kust worden gebracht. De voltooiing van een spoorlijn in 1898 verbeterde het transport langs de rakken stroomafwaarts en stimuleerde de ontwikkeling van Leopoldville. In 1920 werd Léopoldville tot hoofdstad van Belgisch-Congo verheven, en verving daarmee het stadje Boma aan de benedenloop van de rivier de Kongo.
In 1965 greep Mobutu Sese Seko met zijn tweede staatsgreep de macht in Congo. Hij begon een politiek van 'Afrikanisering', waarbij de namen van personen en plaatsen werden vervangen door Afrikaanse namen. In 1966 werd de naam Léopoldville gewijzigd in Kinshasa, naar een dorpje dat ooit op die plek lag. De stad groeide snel onder Mobutu en trok mensen aan vanuit het hele land, die hun geluk wilden zoeken in de stad of die etnische strijd waren ontvlucht. Dit bracht onvermijdelijke veranderingen teweeg in de etnische en linguïstische samenstelling van de stad. Hoewel Kinshasa in het gebied van de Bakongo ligt, is de lingua franca niet het Kikongo maar het Lingala.
Kinshasa heeft zwaar te lijden gehad van Mobutu's excessen en de Eerste Congolese Burgeroorlog die leidde tot zijn val. Desondanks is de stad nog steeds een groot cultureel en intellectueel centrum met een florerende gemeenschap van musici en artiesten. Kinshasa is ook het grote industriële centrum van het land en er worden veel van de natuurlijke producten verwerkt die uit het binnenland komen.

In 2003 protesteerden soldaten er tegen de onmacht van de regering om hen te betalen.

## Geografie
De stad is gelegen aan de zuidelijke oevers van de Kongo rivier, stroomafwaarts van Pool Malebo. Aan de overkant van de Kongo ligt Brazzaville, de hoofdstad van de Republiek Congo. De afstand tussen beide steden is net iets meer dan anderhalve kilometer, wat maakt dat het na Vaticaanstad en Rome de twee hoofdsteden zijn die het dichtst bij elkaar liggen. De Kongo is na de Nijl de grootste rivier van Afrika en is voor binnenvaartschepen bevaarbaar tot aan Kisangani. 
Het oude en meer welvarende deel van de stad (de ville basse) is gelegen op een vlakke zand en klei vlakte aan de rivier. Rondom dit oude deel zijn ontzettend veel wijken gebouwd, zonder dat hier veel stadsplanning aan te pas kwam. In de jaren zestig werd middels de Mission Française d'Urbanisme enige planning gemaakt voor de komst van auto's in de stad, maar in de plannen werd geen rekening gehouden met de enorme populatiegroei die de stad door zou maken. Volgens het United Nations Human Settlements Programme groeit de stad met acht vierkante kilometer per jaar en het programma omschrijft veel van de nieuw gebouwde wijken als sloppenwijken met onveilige omstandigheden.

### Bestuurlijke indeling
Kinshasa is zowel een stad als een provincie. De stad zelf is echter ook onderverdeeld in 24 "gemeentes", die zelf weer zijn onderverdeeld in 369 kwartieren en 21 groepen. De gemeentes zelf worden gegroepeerd in vier districten. De districten zelf behoren echter niet tot de bestuurlijke indeling. Hieronder volgt een lijst van deze districten en gemeentes.
| \| De 4 districten en 24 gemeentes van Kinshasa \| |                   |  |
| District Lukunga District Funa District Mont-Amba District Tshangu Brazzaville Kongo Pool Malebo M'Bamou Baai van Ngaliema Gombe Barumbu Kin. Ling. K.-V. Ng.-Ng. Kal. Banda- lungwa Kintambo Ngaliema Selembao Bumbu Makala Ngaba Lemba Limete Matete Kisenso Masina Ndjili Kimbanseke Nsele Mont-Ngafula N. M.-N. Ns. Kim. Maluku |                   |  |
| afkortingen: stadscentrum: Kinshasa (Kin.), Kasa-Vubu (K.-V.), Lingwala (Ling.), Ngiri-Ngiri (Ng.-Ng.) provinciekaart: Ngaliema (N.), Mont-Ngafula (M.-N.), Kimbanseke (Kim.), Nsele (Ns.) |                   |  |
| De 4 districten en 24 gemeentes van Kinshasa | Vlag van Kinshasa |  |

| De 4 districten en 24 gemeentes van Kinshasa | Vlag van Kinshasa |  |

## Sport
- Olympic Club Kinshasa

## Klimaat
Onder de klimaatclassificatie van Köppen heeft Kinshasa een tropisch savanneklimaat (aw). Het regenseizoen duurt er van oktober tot en met mei. De stad ligt ten zuiden van de evenaar, waardoor het droge seizoen begint rond de kortste dag van het jaar, ergens in juni. Hoewel het droge seizoen iets lagere temperaturen kent dan het natte seizoen, is de temperatuur het hele jaar door vrij stabiel.

### Klimaattabel
| Maand                          | jan  | feb  | mrt  | apr  | mei  | jun  | jul  | aug  | sep  | okt  | nov  | dec  | Jaar  |
| ------------------------------ | ---- | ---- | ---- | ---- | ---- | ---- | ---- | ---- | ---- | ---- | ---- | ---- | ----- |
| Gemiddeld maximum (°C)         | 30,6 | 31,3 | 32,0 | 32,0 | 31,1 | 28,8 | 27,3 | 28,9 | 30,6 | 31,1 | 30,6 | 30,1 | 30,4  |
| Gemiddeld minimum (°C)         | 21,2 | 21,6 | 21,6 | 21,8 | 21,6 | 19,3 | 17,7 | 18,5 | 20,2 | 21,3 | 21,5 | 21,2 | 20,6  |
|                                |      |      |      |      |      |      |      |      |      |      |      |      |       |
| Neerslag (mm)                  | 163  | 165  | 221  | 238  | 142  | 9    | 5    | 2    | 49   | 98   | 247  | 143  | 1.482 |
| Regendagen (dag)               | 12   | 12   | 14   | 17   | 12   | 1    | 0    | 1    | 6    | 10   | 16   | 14   | 115   |
| Relatieve luchtvochtigheid (%) | 83   | 82   | 81   | 82   | 82   | 81   | 79   | 74   | 74   | 79   | 83   | 83   | 80,2  |

## Transport

### Vliegvelden
De stad heeft twee vliegvelden: de Luchthaven N'djili (IATA: FIH, ICAO: FZAA), ook bekend als Internationale Luchthaven N'djili en Internationale Luchthaven Kinshasa, de grootste internationale luchthaven van het land en een hub voor de drie grootste luchtvaartmaatschappijen in Congo-Kinshasa, namelijk Bravo Air Congo, Hewa Bora Airways en Wimbi Dira Airways, en de Luchthaven N'Dolo (IATA: NLO, ICAO: FZAB), vlak bij het centrum van de stad, die alleen wordt gebruikt voor binnenlandse vluchten.

## Stedenbanden
- Ankara (Turkije), sinds 2005
- Brussel (België), sinds 2002
- Brazzaville (Congo-Brazzaville)
- Bologna (Italië)
- Dakar (Senegal)

## Bekende personen uit Kinshasa

### Geboren
- Joseph Malula (1917-1989), kardinaal-aartsbisschop van Kinshasa
- Cyrille Adoula (1921-1978), politicus
- Walter Geerts (1929-2011), Belgisch televisiejournalist
- Olivier Strelli (1946), Belgisch modeontwerper
- Hugo Sigal (1947), zanger, lid van het duo Nicole & Hugo
- Mongo Sisé (1948-2008), stripauteur
- Daniel Nlandu Mayi (1953-2021), bisschop
- Dominique Bulamatari (1955-2024), bisschop
- Sabine de Bethune (1958), Vlaams politica
- Félix Tshisekedi (1963), president van Congo (2019-heden)
- Dikembe Mutombo (1966-2024), (-Amerikaans) basketballer
- Thomas van Luyn (1968), Nederlands acteur, cabaretier, schrijver
- Claude Makélélé (1973), Frans voetballer
- Jean-Paul Boeka-Lisasi (1974), voetballer
- Blaise Nkufo (1975), Zwitsers voetballer
- Nzelo Hervé Lembi (1975), Belgisch voetballer
- Maboula Ali Lukunku (1976), voetballer
- Mbo Mpenza (1976), Belgisch voetballer
- Fally Ipupa (1977), zanger
- Kiki Musampa (1977), Nederlands voetballer
- Zico Tumba (1977), voetballer
- Leki (Karoline Kamosi) (1978), Belgisch zangeres en presentatrice
- Peguy Luyindula (1979), Frans voetballer
- Lomana LuaLua (1980), voetballer
- Gary Kikaya (1980), atleet
- Zola Matumona (1981), voetballer
- Nathalie Makoma (1982), Nederlandse zangeres
- José Bosingwa (1982), Portugees voetballer
- Jean-Paul Kielo-Lezi (1984), voetballer
- Patrick Janssen (1984), Belgisch politicus
- Nadia Nsayi (1984), Belgisch-Congolese politicologe, museummedewerker en auteur
- Steve Mandanda (1985), Frans voetballer
- Freddy Mombongo-Dues (1985), voetballer
- Jonathan Tabu (1985), Belgisch baskette
- Gandhi Djuna (1986), zanger, bekend onder de naam 'Maître Gims'
- Jeanvion Yulu-Matondo (1986), Belgisch voetballer
- Landry Mulemo (1986), Belgisch voetballer
- Joël Kitenge (1987), Luxemburgs voetballer
- Youssouf Mulumbu (1987), voetballer
- Jirès Kembo Ekoko (1988), Frans voetballer
- Chiró N'Toko (1988), voetballer
- Jean Black (1989), Angolees-Nederlands voetballer
- Christian Benteke (1990), Belgisch voetballer, Rode Duivel
- LouiVos (1990), Nederlands rapper
- Patrick N'Koyi (1990), voetballer
- Tcho Tcho Nzuzi-Makuso (1990), voetballer
- Philly Moré (1991), Nederlands rapper
- Dieumerci Ndongala (1991), voetballer
- Britt Assombalonga (1992), voetballer
- Merveille Bokadi (1992), voetballer
- Cedrick Mabwati (1992), voetballer
- Christopher Mandiangu (1992), Congolees-Duits voetballer
- André Ntambue (1992), Congolees-Nederlands voetballer
- Ismaël Bako (1995), Belgisch basketter
- Jonathan Leko (1999), Engels voetballer
- Marco Kana (2002), Belgisch voetballer
- Willy Kambwala (2004), Frans voetballer

## Trivia
- Kinshasa en Brazzaville liggen slechts 1,6 km bij elkaar vandaan. Hierdoor zijn dit, op Rome en Vaticaanstad na, de twee hoofdsteden van verschillende landen die het dichtst bij elkaar liggen.
- Kinshasa is ook de naam van de finishing move van WWE worstelaar Shinsuke Nakamura.

* = een stadsprovincie